# Goldkehl-Bartvogel
Der  Goldkehl-Bartvogel  (Psilopogon franklinii, Syn.: Megalaima franklinii) ist ein weitverbreiteter  Vertreter aus der Ordnung der Spechtvögel, welcher in Ost- und Südostasien vorkommt.

## Aussehen
Der Goldkehl-Bartvogel erreicht eine Körperlänge von 20,5 bis 23,5 cm. Er hat ein grünes Federkleid, das am Bauch etwas heller ist. Der Kopfbereich ist besonders auffällig gefärbt durch seine gelbe Kehle, Kopfoberseite, den grauen bis schwarzen Bereich neben den Augen und 2 roten Stellen, eine davon am Schnabelansatz und die andere hinten am Nacken. Die hinteren Teile der Flügel sind schwarz und die Beine sind grau bis dunkelschwarz gefärbt.

## Lebensweise
Die tagaktiven Vögel gehen in den Baumkronen der Bergwälder auf Nahrungssuche, dort sammeln sie Früchte wie Feigen und Insekten und deren Larven. In der prallen Mittagshitze legen die Vögel eine Ruhephase ein. Der Gesang ist einsilbig und wird von dem Vogel mehrfach laut wiederholt.

## Verbreitung und Lebensraum
Diese Art bewohnt die Bergwälder in Höhen von 800 bis 2400 Metern in Nepal, Südchina bis nach Südostasien.

## Fortpflanzung
Das Nest wird von den Vögeln in morschen Bäumen oder verlassenden Spechthöhlen angelegt. Das Ausbrüten der 2 bis 3 weiß gefärbten Eier, welches bis zu 17 Tage dauern kann, und das Versorgen der Jungen übernehmen beide Elterntiere gemeinsam.

## Unterarten
Derzeit werden vier Unterarten anerkannt:
- Psilopogon franklinii franklinii (Blyth, 1842)[3] – Die Nominatform kommt im östlichen Himalaya und dem Nordosten Indiens bis in den Süden der Volksrepublik China und den Norden Vietnams vor.
- Psilopogon franklinii ramsayi Walden, 1875[4] – Diese Unterart ist im Osten und Südosten von Myanmar und im Nordwesten Thailands verbreitet.
- Psilopogon franklinii trangensis (Riley, 1934)[5] – Diese Unterart ist nur im Süden Thailands verbreitet
- Psilopogon franklinii minor (Kloss & Chasen, 1926)[6] – Diese Subspezies ist im Westen von Malaysia verbreitet.

Der Weißwangen-Bartvogel (Psilopogon auricularis (Robinson & Kloss, 1919)), der im Süden von Laos und im Süden von Vietnam vorkommt, wurde früher ebenfalls als Unterart des Goldkehl-Bartvogels betracht, aufgrund von genetischen und Gefieder-Unterschieden jedoch abgetrennt.